# Académie royale des Beaux-Arts Saint-Ferdinand
L'Académie royale des Beaux-Arts Saint-Ferdinand ou Académie royale des Beaux-Arts de San Fernando (en espagnol : Real Academia de Bellas Artes de San Fernando) est un organisme culturel, membre de l'Institut d'Espagne, dont le siège se situe à Madrid.
Elle héberge la chalcographie nationale.

## Histoire
Créée dans l'esprit du siècle des Lumières, cette institution est dotée de premiers statuts en 1744, même si sa constitution définitive n'a lieu qu'en 1752, sous le patronage du roi Ferdinand VI. Elle porte d'abord le nom d'Académie royale des trois nobles arts Saint-Ferdinand, en référence à la peinture, l'architecture et la sculpture.
L'Italien Corrado Giaquinto appelé à la cour d’Espagne en 1753, devient le Premier Peintre de la Chambre du roi Ferdinand VI et directeur de l'Académie.
Francisco Bayeu obtient une pension de deux ans pour y étudier, mais la quitte deux mois après en raison de désaccords avec le professeur Antonio González Velázquez.
Elle reçoit sa dénomination actuelle en 1873, année au cours de laquelle est ouverte la section musique.
En 1987, le nombre d'académiciens titulaires est porté à 51 tandis que la télévision, la photographie, la vidéo et le cinéma sont intégrés à la section sculpture, qui prend le nom de section de la sculpture et des arts de l'image. Onze ans plus tard, un poste supplémentaire d'académicien titulaire est créé.
Pablo Picasso, Salvador Dalí, Fernando Botero, Oscar de la Renta et Juan Navarro Ramón comptent parmi ses élèves illustres.

## Siège
Tout au long de son histoire, l'Académie royale a occupé trois emplacements différents à Madrid. Depuis 1773, elle est située dans le palais Goyeneche (es) (13, rue d'Alcalá), conçu par l'architecte José Benito Churriguera (1665-1725).
Le bâtiment a été transformé par Diego de Villanueva (es) (1715-1774) — dont le frère cadet, Juan, sera directeur général de l'Académie pendant les trois années 1792-1795 — qui a éliminé les éléments baroques de la conception originale, l'adaptant aux goûts néoclassiques de l'époque. Sous la direction de l'architecte Fernando Chueca Goitia (es), un nouveau remodelage a été effectué entre 1973 et 1985.

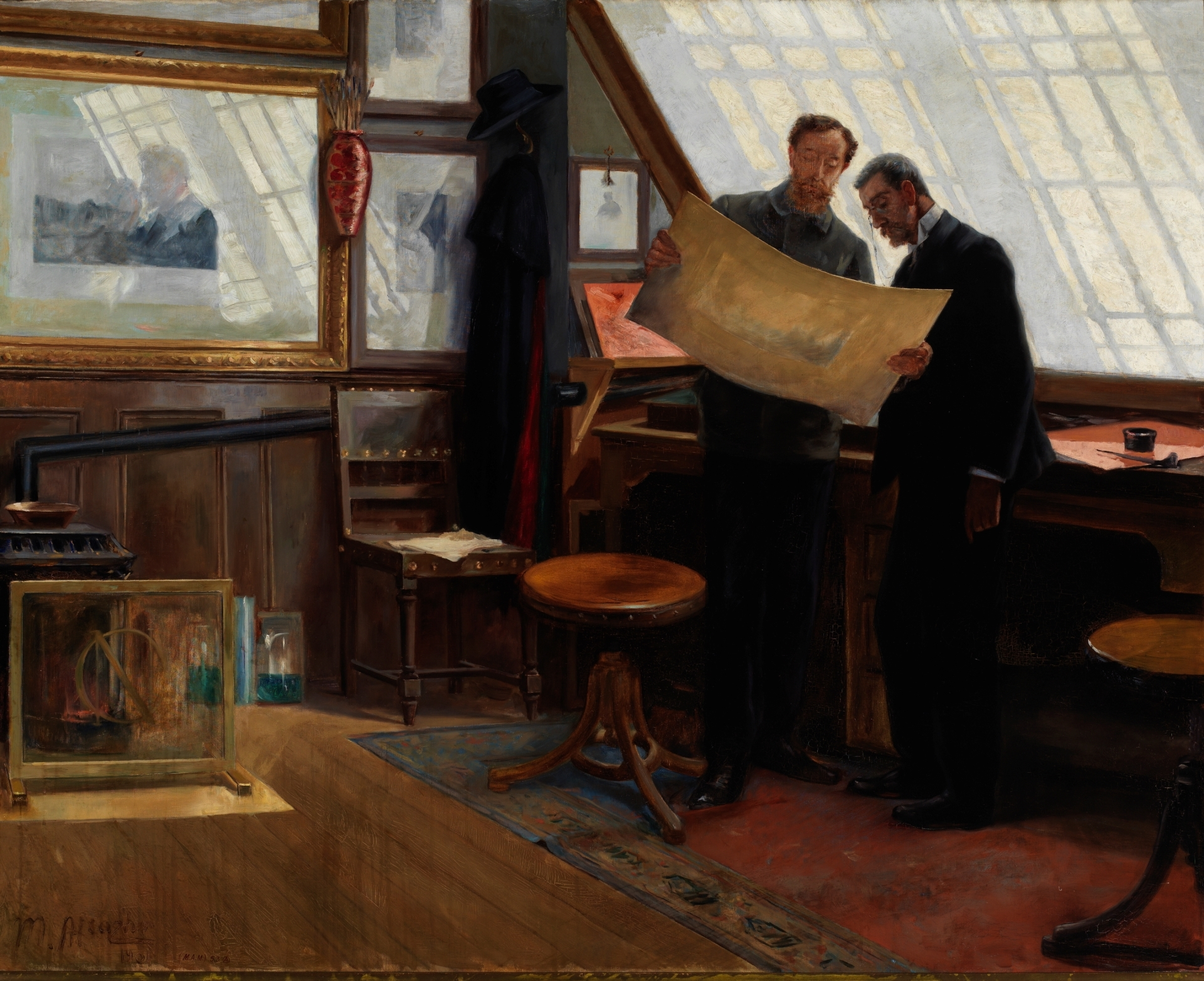
Manuel Alcázar Ruiz, Taller de grabado (Calcografía Nacional), 1901.

Outre ses activités d'enseignement et de conseil, l'Académie royale est célèbre pour ses importantes collections d'art, qui sont exposées à son siège. Ils couvrent plus de quatre siècles, de Luis de Morales à Juan Gris et même à des artistes plus tardifs. Bien qu'il ne soit pas aussi célèbre que le musée du Prado ou le musée Thyssen-Bornemisza, il est considéré comme la deuxième galerie d'art la plus importante du pays en raison de l'abondance, de la richesse et de l'importance des œuvres qu'il abrite.[réf. nécessaire]
L'Académie royale héberge aussi la chalcographie nationale, où sont conservés d'importants fonds d'œuvres gravés, notamment les gravures de Goya, et où sont encore effectués des tirages de collection.

## Collections
- Bernhard Strigel, L'Empereur Maximilien avec sa famille, 1515-1520;
- Luis de Morales, Pietà, 1560-1570;
- Giuseppe Arcimboldo, Le Printemps, 1563 ;
- El Greco, Saint Jérôme pénitent, 1605-1610;
- Orazio Borgianni, David et Goliath, 1607-1610;
- Pierre Paul Rubens, Suzanne et les Vieillards, 1609-1610;
- Pierre-Paul Rubens, Saint-Augustin entre le Christ et la Vierge, 1615;
- Antoine van Dyck, Saint Jean-Baptiste et Saint Jean l'Évangéliste, 1618-1620;
- Peeter Snayers, Portrait d'Antonio Servás, 1623;
- Francisco de Zurbarán, La Vision du bienheureux Alonso Rodriguez (1630) ;  Frère Francisco Zúmel ; Frère Pedro Machado ; Frère Hernando de Santiago et  Frère Jerónimo Pérez (1633)
- José de Ribera, Saint Jerôme écrivant dans le désert, 1645-1650;
- Bartolomé Esteban Murillo, San Diego de Alcalà distribuant du pain aux pauvres, 1646;
- Alonso Cano, Christ crucifié, 1650-1660;
- Gerard Seghers, La Capture du Christ, première moitié du XVIIe siècle;
- Louis-Michel van Loo, Vénus, Mercure et Amour, 1748;
- Francisco Bayeu :  La Tyrannie de Gerión , 1757 et Autoportrait, vers 1792
- Antonio Carnicero Mancio, Éruption du Vésuve, v.1771;
- Anton Raphael Mengs, Portrait de la Marquise de Llano, 1770;
- Giuseppe Pirovani, Portrait de George Washington, 1796;
- Francisco de Goya, Autoportrait dans l'atelier 1790-1795 ; Portrait de Fernandez de Moratin, 1799 ; L'Enterrement de la sardine, v.1815-1820 ; Corrida de taureaux dans un village, v.1812 ; La Procession des pénitents, v. 1812-1816 ; Tribunal de l'Inquisition, v. 1812-1816 ; La Maison de fous, v. 1812-1816;
- Vicente López y Portaña, Les Rois catholiques recevant l'ambassade du roi de Fez, 1790 ; Portait du roi François de Bourbon, roi des Deux-Siciles, 1829 ; Portrait de la reine Marie-Isabelle d'Espagne, reine des Deux-Siciles, 1829;
- Joaquín Sorolla, Repas sur le bateau, 1898;
- Antonio Muñoz Degrain, Le Colosse de Rhodes, 1914;

L'Enterrement de la sardine, Francisco de Goya.
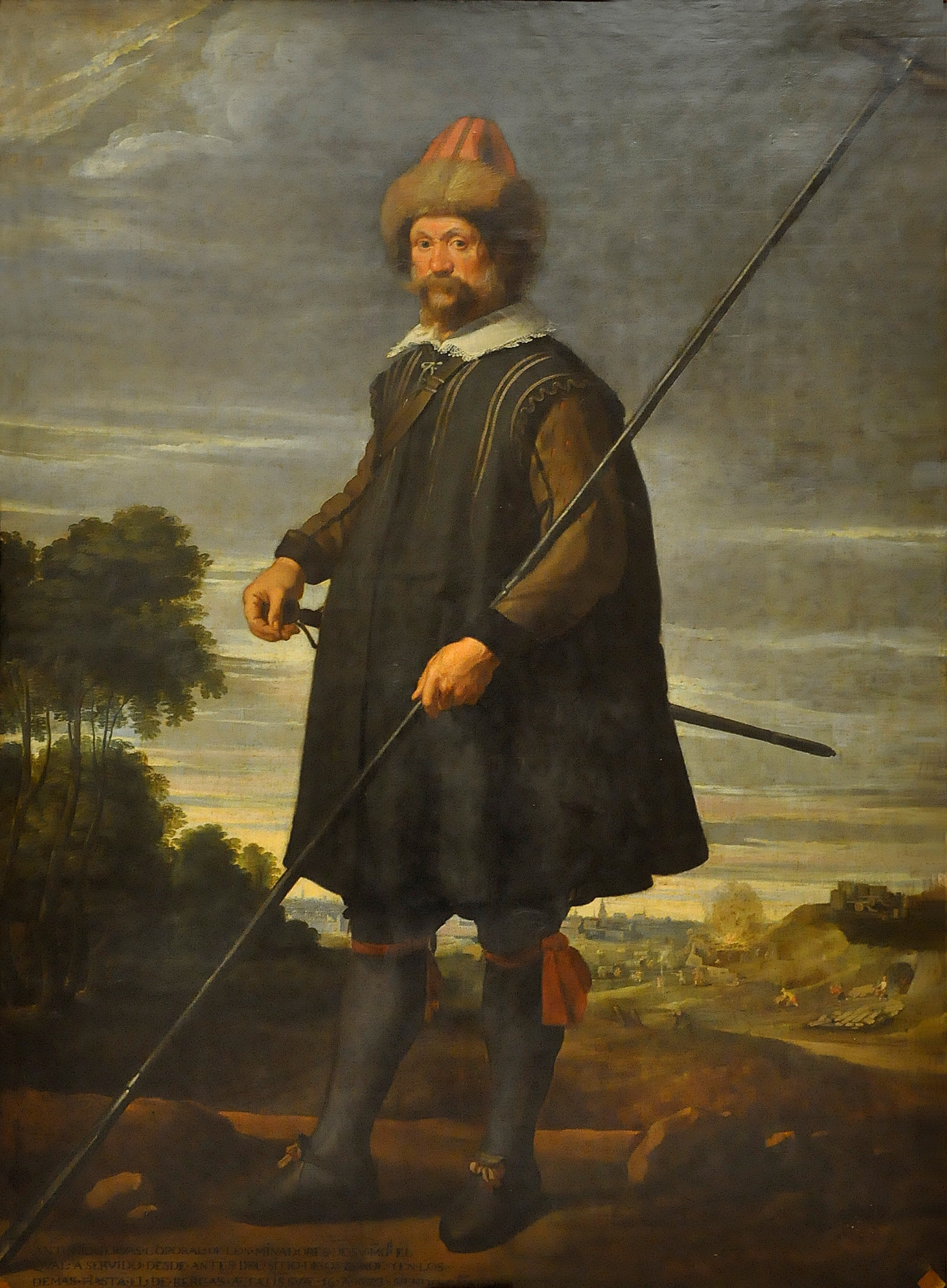
Portrait d'Antonio Servás, Peeter Snayers.
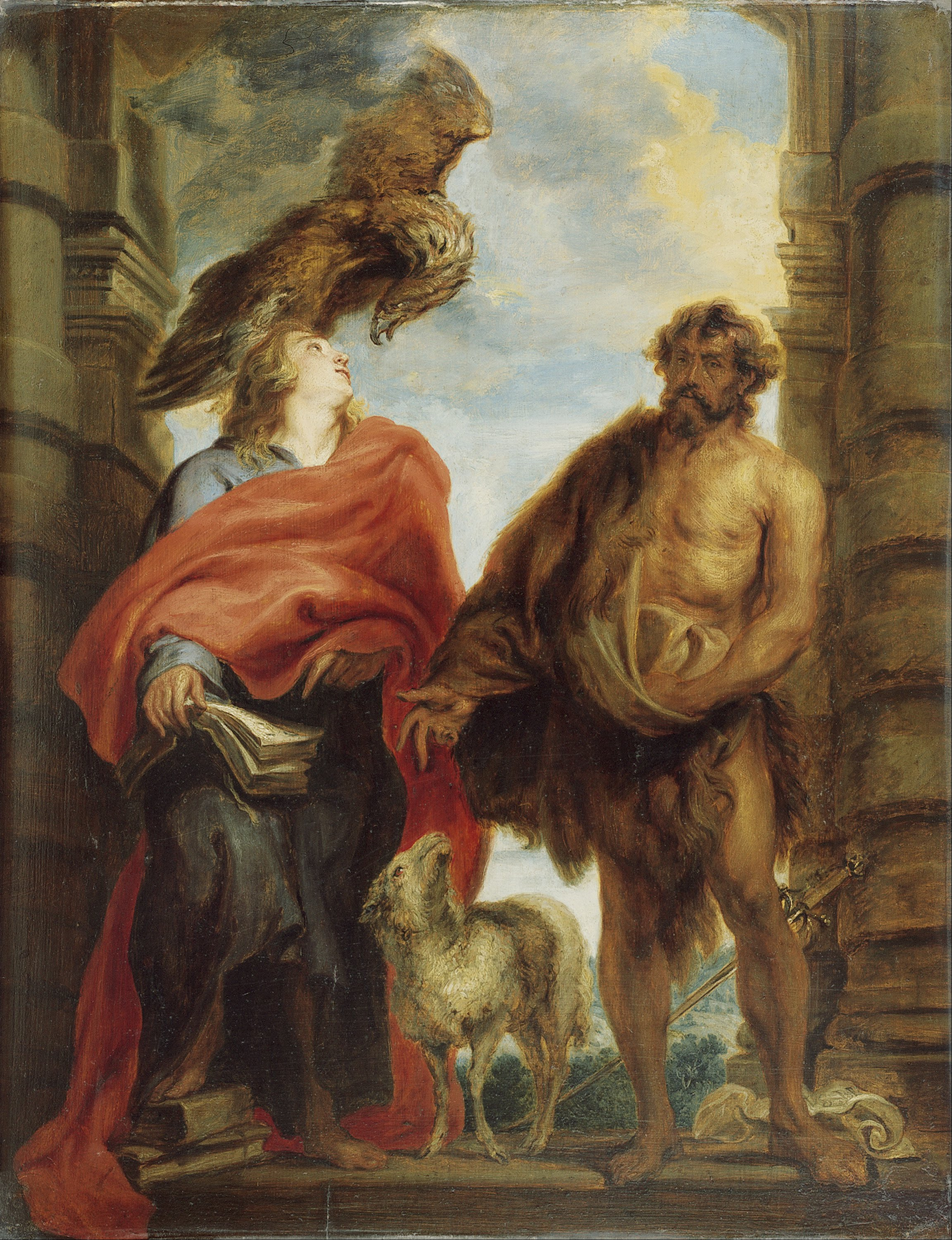
Les Deux Saints Jean, 1620 Antoine van Dyck.